# 31688 Bryantliu
31688 Bryantliu è un asteroide della fascia principale. Scoperto nel 1999, presenta un'orbita caratterizzata da un semiasse maggiore pari a 2,7395025 UA e da un'eccentricità di 0,0450690, inclinata di 2,11754° rispetto all'eclittica.